# La Dispute des cinq sages
La Dispute des cinq sages (Disputació de cinc savis) est un livre écrit par Raymond Lulle en 1294.

## Historique
La Dispute des cinq sages fut présentée aux papes Célestin V et Boniface VIII lors de voyages de Lulle à Rome. Il s’agit du premier livre œcuménique écrit en Occident. L'auteur met en scène la confrontation d’idées avec les familles orientales éloignées de Rome : orthodoxes grecs, nestoriens, jacobites — d'une part — et musulmans d'autre part.

## Analyse
Lulle applique ici deux théories importantes : celle des dignités et celle des corrélatifs. Il faut cependant recourir à l’Ars pour déceler les ressorts premiers du texte. Il y expose les grands principes de sa pensée ainsi que ses thèmes classiques, sa mission de conversion au christianisme, même si les enjeux du livre peuvent dépasser les problèmes religieux.